# Blue Moves
《Blue Moves》는 영국의 음악가 엘튼 존의 열한 번째 스튜디오 음반이다. 1976년 10월 22일, 존이 설립한 로켓 레코드 컴퍼니 (그가 해당 레이블에서 처음 발매한 음반)를 통해 발매되었으며, 일부 국가에서는 MCA 레코드를 통해서도 발매되었다. 존의 두 번째 더블 음반으로, EMI 스튜디오, 브라더 스튜디오, 이스턴 사운드, 선셋 사운드 레코더스에서 녹음되었다. 이 음반은 《Ice on Fire》 (1985년) 이전까지 그의 오랜 협력자 거스 더전과 함께한 마지막 음반이기도 하다. 또한, 이 음반은 엘튼 존과 작사가 버니 토핀의 향후 수년간의 협업 중단 전 마지막 공동 작업으로, 두 사람은 이후 《21 at 33》 (1980년)에서 부분적으로 협업을 재개하였다.
《Blue Moves》의 음악은 엘튼 존의 가장 실험적인 작품 중 하나로 여겨진다. 이 음반은 팝, 가스펠, 디스코, 재즈 등의 장르를 융합했으며, 오케스트라 요소와 길어진 곡 길이도 특징이다. 게스트로는 데이비드 크로스비, 그레이엄 내시, 브루스 존스턴, 토니 테닐이 백 보컬로 참여했으며, 마틴 포드 오케스트라와 런던 심포니 오케스트라도 연주에 참여하였다. 이 중 마틴 포드 오케스트라는 폴 버크마스터의 현악 편곡을 연주하였다.
발매 당시 《Blue Moves》는 엇갈린 평가를 받았다. 일부 평론가들은 음반이 지나치게 과잉이라고 보았으며, 또 다른 이들은 음반의 길이를 정당화할 만큼 강력한 곡이 충분하지 않다고 평가했다. 그러나 이후의 회고적 평가는 더 긍정적이었으며, 엘튼 존의 가장 과소평가된 음반 중 하나로 재조명되었고, 실험적인 성격에 대해 찬사를 받았다. 엘튼 존 본인 또한 이 음반을 자신의 가장 좋아하는 작품 중 하나로 꼽았다. 《Blue Moves》는 미국 빌보드 200 차트에서 3위에 올라, 존의 연속 1위 기록이 중단되었으며, 영국 음반 차트에서도 3위에 올랐다. 음반의 첫 번째 싱글인 〈Sorry Seems to Be the Hardest Word〉는 미국에서 톱 10, 영국에서 톱 20에 들었으며, 이후 싱글인 〈Bite Your Lip (Get Up and Dance!)〉와 영국에서만 발매된 〈Crazy Water〉는 모두 톱 30에 진입했다. 이 음반은 이후 미국 음반 산업 협회로부터 플래티넘 인증을, 영국 축음기 협회로부터 골드 인증을 받았다.

## 배경
그는 "힘든 미국 투어"라고 묘사한 것을 완성한 후 발매 당시 몇 차례 공연을 했을 뿐, 이후 (다음 해 웸블리 아레나에서 열린 자선 콘서트 도중) "오랫동안 투어를 하지 않았습니다. 도로로 돌아올지 말지 고통스러운 결정이었어요... 오늘 밤 결정을 내렸어요. 이번이 마지막이 될 거예요. 길 위에서 노는 것 말고도 제게는 훨씬 더 많은 것이 있어요." 따라서 그는 짧은 기간 동안 순회 공연/라이브 공연 현장을 떠났고, 케니 패서렐리, 칼렙 퀘이, 제임스 뉴턴 하워드, 로저 포프는 음반 발매 후 밴드를 떠났다. 뉴턴 하워드는 1980년에 잠시 존의 투어 밴드에 다시 합류할 것이고, 오직 데이비 존스톤과 레이 쿠퍼만이 존의 다음 음반인 《A Single Man》의 제한된 역할로 돌아왔다.
존은 《Blue Moves》가 그가 녹음한 음반들 중 그가 좋아하는 것 중 하나라고 말했다. 이 음반은 거스 더전이 거의 10년 동안 존과 함께 프로듀싱한 마지막 음반이었고, 커버 아트는 영국의 화가 패트릭 프록터가 그린 그림으로 "가디언 독자들"이라고 불린다. 미국에서는 10월에 골드, 1976년 12월에 미국 음반 산업 협회에 의해 플래티넘 인증을 받았다.
〈Cage the Songbird〉는 전설적인 프랑스의 여가수 에디트 피아프의 찬사였고, 1년여 뒤 2008년 마침내 발매된 미공개 로켓 음반에서 키키 디에 의해 커버되었다. (〈Cage the Songbird〉는 《Rock of the Westies》 세션의 일부로서 시작되었지만, 그 동안 완성되지 않았는데, 아마도 이 곡의 어쿠스틱하고 섬세한 사운드가 《Rock of the Westies》 최종 트랙 리스트를 만든 나머지 곡들의 더 많은 로큰롤 접근법과 맞지 않았기 때문일 것이다.) 비치 보이스는 (음반 발매 2년 전에 쓴) 〈Chameleon〉을 거절했지만, 비치 보이스 출신인 브루스 존스턴은 토니 테닐과 함께 존 버전에서 백 보컬을 선보였다. 존은 1975년 웸블리 스타디움에서 이 곡을 공연하기도 했는데, 이 곳에서 《Captain Fantastic and the Brown Dirt Cowboy》 음반 전체를 공연하기도 했다. 《탑 기어》 형식 (2001년)이 끝날 때까지 〈Out of the Blue〉의 발췌문이 《탑 기어》의 닫힘 타이틀에 사용되었다. 이 음반은 데이비 존스톤이 보컬을 지원하지 않는 두 음반 중 하나이며, 1997년의 《The Big Picture》는 다른 음반이 될 것이다. 《Blue Moves》는 처음에 캐나다 온타리오주 토론토에서 녹음되었다.
존은 《Blue Moves》 라이브에서 〈Sorry Seems to Be the Hardest Word〉, 〈Bite Your Lip (Get Up and Dance!)〉, 〈One Horse Town〉, 〈Tonight〉, 〈Idol〉 그리고 〈Crazy Water〉를 여러 해 동안 여러 콘서트에서 연주했다.

## 평가
| 평가 점수                | 평가 점수   |
| 출처                     | 점수        |
| ------------------------ | ----------- |
| Allmusic                 | [ 4 ]       |
| Christgau's Record Guide | C           |
| Rolling Stone            | (not rated) |
| Sputnik Music            | [ 7 ]       |

《Blue Moves》는 발매 이후 엇갈린 평가를 받았다. 《롤링 스톤》에 대한 현대적인 리뷰는 이 음반에는 "확장된 길이를 정당화하기에 충분한 좋은 곡이 들어 있지 않다"고 말하며, 간주곡과 기악곡은 "센스를 배제하기 위해" 행해졌다고 말했다. 《빌리지 보이스》 비평가 로버트 크리스트가우는 이 음반을 "불쌍하게 울다" 그리고 "과도하다"고 묘사했다. 올뮤직의 린지 플래너는 이 음반이 존이 자신의 경력을 쌓아온 이전 음반을 만드는 데 도움을 준 "무인한 창의력"의 "불굴의 피로"를 보여준다고 후에 말했다.

## 곡 목록
모든 곡들은 특별한 언급이 없는 한 엘튼 존과 버니 토핀에 의해 작사/작곡하였다.
| #  | 제목                    | 작사·작곡                              | 재생 시간 |
| -- | ----------------------- | -------------------------------------- | --------- |
| 1. | 〈Your Starter For...〉 | 칼렙 퀘이                              | 1:23      |
| 2. | 〈Tonight〉             |                                        | 7:52      |
| 3. | 〈One Horse Town〉      | 엘튼 존, 제임스 뉴턴 하워드, 버니 토핀 | 5:56      |
| 4. | 〈Chameleon〉           |                                        | 5:27      |

| #  | 제목                  | 작사·작곡                     | 재생 시간 |
| -- | --------------------- | ----------------------------- | --------- |
| 1. | 〈Boogie Pilgrim〉    | 존, 데이비 존스톤, 퀘이, 토핀 | 6:05      |
| 2. | 〈Cage the Songbird〉 | 존, 존스톤, 토핀              | 3:25      |
| 3. | 〈Crazy Water〉       |                               | 5:42      |
| 4. | 〈Shoulder Holster〉  |                               | 5:10      |

| #  | 제목                                   | 작사·작곡                           | 재생 시간 |
| -- | -------------------------------------- | ----------------------------------- | --------- |
| 1. | 〈Sorry Seems to Be the Hardest Word〉 |                                     | 3:48      |
| 2. | 〈Out of the Blue〉                    |                                     | 6:14      |
| 3. | 〈Between Seventeen and Twenty〉       | 존, 존스톤, 퀘이, 토핀              | 5:17      |
| 4. | 〈The Wide Eyed and Laughing〉         | 존, 존스톤, 뉴턴 하원드, 퀘이, 토핀 | 3:27      |
| 5. | 〈Someone's Final Song〉               |                                     | 4:10      |

| #  | 제목                                                    | 작사·작곡        | 재생 시간 |
| -- | ------------------------------------------------------- | ---------------- | --------- |
| 1. | 〈Where's the Shoorah?〉                                |                  | 4:09      |
| 2. | 〈If There's a God in Heaven (What's He Waiting For?)〉 | 존, 존스톤, 토핀 | 4:25      |
| 3. | 〈Idol〉                                                |                  | 4:08      |
| 4. | 〈Theme from a Non-Existent TV Series〉                 |                  | 1:19      |
| 5. | 〈Bite Your Lip (Get Up and Dance!)〉                   |                  | 6:43      |

음반의 초기 CD 버전은 같은 순서를 유지하지만 〈Shoulder Holster〉, 〈The Wide Eyed and Laughing〉, 〈Out of the Blue〉, 〈Where's the Shoorah?〉 등의 곡은 생략했다. 이후 원래의 LP 트랙 목록을 보관하는 2CD 세트로 재탄생되었다가 다시 발매되었다.

## 인증
| 국가                                                  | 인증     | 판매량/출하량 |
| ----------------------------------------------------- | -------- | ------------- |
| 오스트레일리아 (ARIA)                                 | 플래티넘 | 50,000^       |
| 캐나다 (뮤직 캐나다)                                  | 골드     | 50,000^       |
| 프랑스 (SNEP)                                         | 골드     | 100,000*      |
| 네덜란드 (NVPI)                                       | 골드     | 50,000^       |
| 영국 (BPI)                                            | 골드     | 100,000^      |
| 미국 (RIAA)                                           | 플래티넘 | 1,000,000^    |
| *판매량을 기반으로 한 인증 ^출하량을 기반으로 한 인증 |          |               |